# Frasses (hamburgerkedja)
Frasses är en svensk snabbmatskedja som främst har verksamhet i Norrland. Den första Frasses-restaurangen invigdes 1975 i Luleå och år 2025 tillhör cirka 30 restauranger kedjan, huvudsakligen i norra Sverige, men även i de södra delarna av landet. Frasses restauranger finns mest i mindre orter, men också i större städer som Umeå, Luleå, Kalmar och Uppsala. Kedjan tillhör företaget Hamburgare i Norr Marketing AB.
Frasses är, likt många andra hamburgerkedjor, ett franchisekoncept där ägaren av en restaurang får stöd av huvudkontoret. Idag drivs ett antal restauranger även i central regi.

## Historia

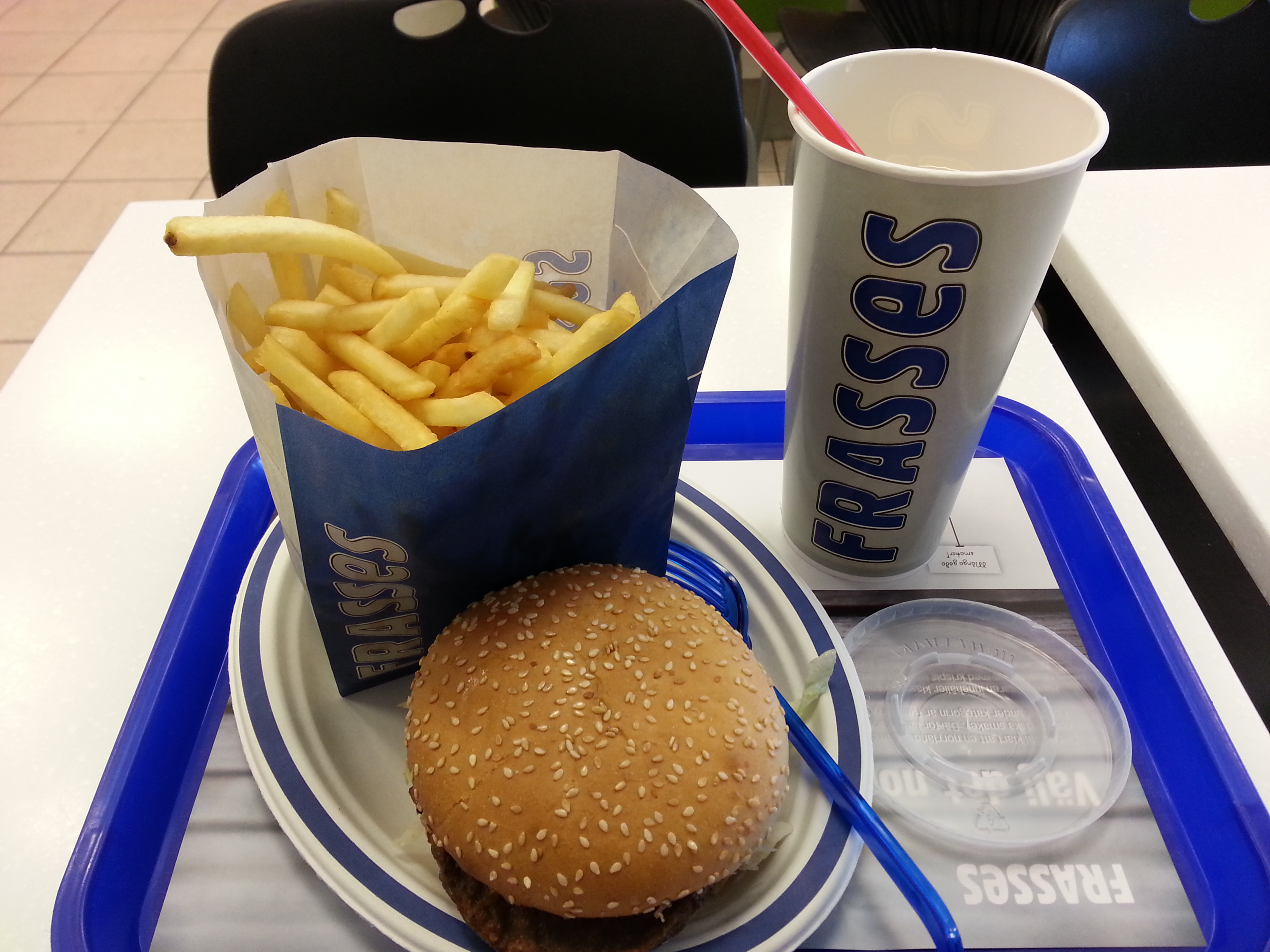
Ett mål från Frasses.

Namnet Frasses kommer ursprungligen från den hamburgerätande karaktären Frasse i den tecknade serien Karl-Alfred. Under 1975 öppnades Sveriges första Frasses-restaurang i Luleå, och de första åren var restaurangerna koncentrerade till norra Sverige, men allt eftersom verksamheten utökades och antalet restauranger växte spred sig företaget söderut. Frasses serverar bland annat hamburgaren Megaskrov i fyra olika storlekar.
År 2006 inleddes ett samarbete med vägkrogskedjan Rasta, där ett begränsat sortiment Frasses-produkter serverades på vissa av anläggningarna. Samarbetet avslutades några år senare.